# Universíada de Inverno de 2013
A XXVI Universíada de Inverno foi realizada na região de Trentino-Alto Ádige, na Itália entre 11 e 21 de dezembro de 2013. Esta foi a primeira vez na história que o evento será realizado durante o outono, em dezembro, e também depois da Universíada de Verão, realizada no mesmo ano em Cazã, na Rússia.

## Mudança de sede do evento

O logotipo anterior do evento que seria sediado em Maribor

### Sai Maribor
Esta edição estava originalmente marcada para Maribor, na Eslovênia e teria como subsedes Pohije e Ruše. Entretanto, em 6 de março de 2012, a cidade renunciou aos direitos de sediar o evento devido a atrasos na construção dos locais de competição e a falta de apoio financeiro do governo local, forçando a renúncia coletiva dos membros do Comitê Organizador e o fechamento do mesmo.
Assim, FISU foi forçada a revogar os direitos da cidade para o evento, devido a cidade não apresentar também as garantias finais até 1 de março de 2012. Desta forma, os membros do Comitê Executivo da instituição, decidiram retirar da cidade o evento.

### Entra Trentino
Após a FISU revogar os direitos de Maribor, iniciaram-se negociações em segredo com a região de Trentino-Alto Ádige que, por questões financeiras, acabou renunciando a sua candidatura para a Universíada de Inverno de 2017. Duas semanas após a renúncia, as negociações foram concretizadas e assim Trentino foi oficializada como sede. O fator que pesou para as negociações foi o fato de que suas infraestruturas estavam prontas e não precisariam de obras de aperfeiçoamento.

## Países participantes
Participaram desta edição 50 países (49 convidados e o anfitrião). As maiores delegações foram da Rússia — com 183 atletas — Japão, Canadá, Estados Unidos e Itália — anfitrião.
| \| - RSA África do Sul (1)[11] - GER Alemanha (27)[12] - AUS Austrália (21)[13] - AUT Áustria (32)[14] - AZE Azerbaijão (4)[15] - BLR Bielorrússia (18)[16] - BEL Bélgica (9)[17] - BIH Bósnia e Herzegovina (5)[18] - BRA Brasil (1)[19] - BUL Bulgária (12)[20] - CAN Canadá (107)[8] - KAZ Cazaquistão (57)[21] - CHN China (58)[22] \| - KOR Coreia do Sul (72)[23] - CRO Croácia (13)[24] - ESP Espanha (31)[25] - SVK Eslováquia (51)[26] - SLO Eslovênia (35)[27] - USA Estados Unidos (107)[9] - EST Estônia (14)[28] - FIN Finlândia (32)[29] - FRA França (36)[30] - GEO Geórgia (2)[31] - GBR Grã-Bretanha (55)[32] - HKG Hong Kong (1)[33] - HUN Hungria (17)[34] \| - IND Índia (1)[35] - IRI Irã (3)[36] - ITA Itália (101)[10] (anfitrião) - JPN Japão (119)[7] - LAT Letônia (28)[37] - LTU Lituânia (6)[38] - MEX México (2)[39] - MON Mônaco (1)[40] - MGL Mongólia (4)[41] - NED Países Baixos (11)[42] - NOR Noruega (33)[43] - NZL Nova Zelândia (7)[44] \| - POL Polônia (83)[45] - CZE Chéquia (72)[46] - MKD Macedônia do Norte (2)[47] - RUS Rússia (183)[6] - SMR San Marino (1)[48] - SRB Sérvia (9)[49] - SWE Suécia (56)[50] - SUI Suíça (56)[51] - THA Tailândia (1)[52] - TPE Taipé Chinês (6)[53] - TUR Turquia (27)[54] - UKR Ucrânia (87)[55] \| | | | |
| - RSA África do Sul (1) - GER Alemanha (27) - AUS Austrália (21) - AUT Áustria (32) - AZE Azerbaijão (4) - BLR Bielorrússia (18) - BEL Bélgica (9) - BIH Bósnia e Herzegovina (5) - BRA Brasil (1) - BUL Bulgária (12) - CAN Canadá (107) - KAZ Cazaquistão (57) - CHN China (58) | - KOR Coreia do Sul (72) - CRO Croácia (13) - ESP Espanha (31) - SVK Eslováquia (51) - SLO Eslovênia (35) - USA Estados Unidos (107) - EST Estônia (14) - FIN Finlândia (32) - FRA França (36) - GEO Geórgia (2) - GBR Grã-Bretanha (55) - HKG Hong Kong (1) - HUN Hungria (17) | - IND Índia (1) - IRI Irã (3) - ITA Itália (101) (anfitrião) - JPN Japão (119) - LAT Letônia (28) - LTU Lituânia (6) - MEX México (2) - MON Mônaco (1) - MGL Mongólia (4) - NED Países Baixos (11) - NOR Noruega (33) - NZL Nova Zelândia (7) | - POL Polônia (83) - CZE Chéquia (72) - MKD Macedônia do Norte (2) - RUS Rússia (183) - SMR San Marino (1) - SRB Sérvia (9) - SWE Suécia (56) - SUI Suíça (56) - THA Tailândia (1) - TPE Taipé Chinês (6) - TUR Turquia (27) - UKR Ucrânia (87) |

## Modalidades

### Obrigatórias
As modalidades obrigatórias são determinadas pela Federação Internacional do Esporte Universitário (FISU) e, salvo alteração feita na Assembléia Geral da FISU, valem para todas as Universíadas de Inverno.
| - Biatlo (9) - Curling (2) - Esqui alpino (10) - Esqui cross-country (11) | - Hóquei no gelo (2) - Patinação artística (4) - Patinação de velocidade em pista curta (8) - Snowboard (8) |

### Opcionais
As modalidades opcionais são determinadas pela Federação Nacional de Esportes Universitários (National University Sports Federation - NUSF) do país organizador e devem ser de, no mínimo, um esporte e no máximo três. Após 24 edições como modalidades obrigatórias, o salto de esqui e o combinado nórdico serão, a partir dessa edição, modalidades opcionais.
| - Combinado nórdico (3) - Esqui estilo livre (4) | - Salto de esqui (5) - Patinação de velocidade (12) |

## Locais de eventos
Esses são os locais de eventos e as modalidades disputadas em cada local. Todos os locais já eram existentes e apenas a arena na Praça da Catedral aonde foram a cerimônia de abertura e as cerimônias de premiação era provisório. Os locais de competição estavam espalhados por toda a região de Trentino-Alto Ádige:
- Praça da Catedral de Trento: cerimônias de abertura e de premiação
- Praça de Sotegrava, Moena: cerimônias de premiação
- Praça Santos Apóstolos Filippo e Giacomo, Val Di Fassa: cerimônias de premiação
- Trento Ghiaccio Arena: patinação de velocidade em pista curta e patinação artística
- Complexo Esportivo de Baselga di Pinè: curling e patinação de velocidade
- Montanha de Monte Bondone: esqui estilo livre e snowboarding
- Ginásio de Pergine Valsugana e Arena Municipal de Cavalese: hóquei sobre o gelo
- Passo San Pellegrino e Estádio de Esqui de Val Di Fassa: esqui alpino
- Estádio de Saltos de Predazzo: salto de esqui e combinado nórdico
- Lago di Tessero: esqui cross-country, biatlo e combinado nórdico
- Arena de Hóquei no Gelo Gianmaria Scola (Canazei): hóquei sobre o gelo e cerimônia de encerramento

## Calendário
As caixas em azul representam uma competição ou um evento qualificatório de determinada data. As caixas em amarelo representam um dia de competição valendo medalha e o número dentro delas a quantidade de medalhas de ouro em disputa.
| CA | Cerimônia de abertura |  | Competições | 1 | Finais | EG | Exibição de gala | CE | Cerimônia de encerramento |

| Dezembro                               | 10 Ter | 11 Qua | 12 Qui | 13 Sex | 14 Sáb | 15 Dom | 16 Seg | 17 Ter | 18 Qua | 19 Qui | 20 Sex | 21 Sáb | Eventos |
| -------------------------------------- | ------ | ------ | ------ | ------ | ------ | ------ | ------ | ------ | ------ | ------ | ------ | ------ | ------- |
| Cerimônias                             |        | CA     |        |        |        |        |        |        |        |        |        | CE     |         |
| Biatlo                                 |        |        |        | 2      |        | 2      | 2      |        | 1      |        | 2      |        | 9       |
| Curling                                |        |        |        |        |        |        |        |        |        |        | 2      |        | 2       |
| Combinado nórdico                      |        |        |        | 1      |        |        | 1      |        | 1      |        |        |        | 3       |
| Esqui alpino                           |        |        |        | 2      | 1      | 1      |        | 1      | 1      | 2      | 2      |        | 10      |
| Esqui cross-country                    |        |        | 2      |        | 2      | 1      |        | 2      |        | 2      | 1      | 1      | 11      |
| Esqui estilo livre                     |        |        |        |        |        | 2      |        |        | 2      |        |        |        | 4       |
| Hóquei no gelo                         |        |        |        |        |        |        |        |        |        |        | 1      | 1      | 2       |
| Patinação artística                    |        |        | 1      | 1      | 1      | 1      |        |        |        |        |        |        | 4       |
| Patinação de velocidade                |        |        |        | 2      | 2      | 2      |        | 2      | 2      | 2      |        |        | 12      |
| Patinação de velocidade em pista curta |        |        |        |        |        |        |        |        | 2      | 2      | 4      |        | 8       |
| Salto de esqui                         |        |        |        |        | 2      |        |        | 1      | 1      |        | 1      |        | 5       |
| Snowboard                              |        |        | 2      |        |        |        |        | 2      |        | 2      |        | 2      | 8       |
| Eventos totais                         |        |        | 5      | 8      | 8      | 9      | 3      | 8      | 10     | 10     | 13     | 4      | 78      |
| Total acumulado                        |        |        | 5      | 13     | 21     | 30     | 33     | 41     | 51     | 61     | 74     | 78     |         |
| Dezembro                               | 10 Ter | 11 Qua | 12 Qui | 13 Sex | 14 Sáb | 15 Dom | 16 Seg | 17 Ter | 18 Qua | 19 Qui | 20 Sex | 21 Sáb | Eventos |

## Medalhas
O Quadro de medalhas é uma lista que classifica as Federações Nacionais de Esportes Universitários (NUSF) de acordo com o número de medalhas conquistadas. Foram disputadas 78 finais em 12 modalidades olímpicas.
A primeira medalha de ouro foi conquistada pela atleta tcheca Eva Sanková no snowboard cross a frente da compatriota Katerina Chouroka e da polonesa Zuzanna Smykala.
A primeira medalha dos anfitriões foi conquistada em 13 de dezembro e foi de ouro. O atleta Davide Cazzaniga venceu a competição de downhill no esqui alpino. A medalha de prata foi para o francês Blaise Giezendanner e a de bronze para o também italiano Guglielmo Bosca.
| Ordem                                                                     | País              | Medalha de ouro | Medalha de prata | Medalha de bronze |    |
| ------------------------------------------------------------------------- | ----------------- | --------------- | ---------------- | ----------------- | -- |
| 1                                                                         | RUS Rússia        | 15              | 16               | 19                | 50 |
| 2                                                                         | POL Polônia       | 10              | 10               | 3                 | 23 |
| 3                                                                         | KOR Coreia do Sul | 8               | 9                | 7                 | 24 |
| 4                                                                         | CHN China         | 5               | 2                | 3                 | 10 |
| 5                                                                         | CZE Chéquia       | 4               | 3                | 6                 | 13 |
| 6                                                                         | ITA Itália        | 3               | 5                | 5                 | 13 |
| 7                                                                         | FRA França        | 3               | 4                | 1                 | 8  |
| 8                                                                         | UKR Ucrânia       | 3               | 3                | 3                 | 9  |
| 9                                                                         | FIN Finlândia     | 3               | 2                | 3                 | 8  |
| 10                                                                        | AUT Áustria       | 3               | 2                | 1                 | 6  |
| Brasil, único país lusofóno participante, não conquistou nenhuma medalha. |                   |                 |                  |                   |    |

     País sede destacado.